# Daniel Stenberg

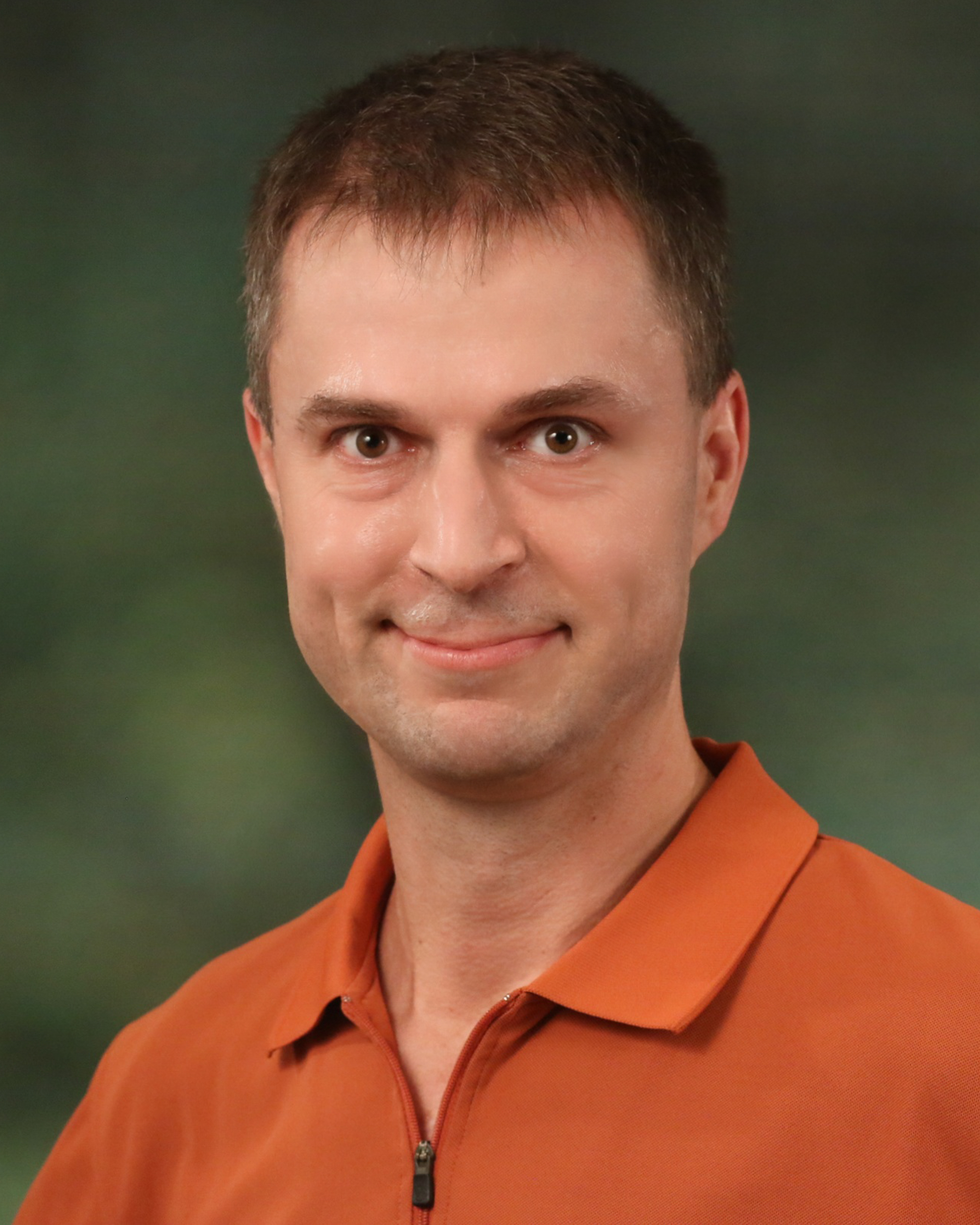
Daniel Stenberg 2015

Magnus Daniel Stenberg (* 23. November 1970) ist ein schwedischer Softwareentwickler, der für seine Arbeit am freien Softwareprojekt cURL bekannt ist.

## Leben und Karriere
Er wuchs in Huddinge, einer Vorstadt der schwedischen Hauptstadt Stockholm, auf. Seit 1993 war er als Vollzeit-Entwickler für die Programmiersprache C angestellt. Vorher war er in der schwedischen Commodore-64-Demoscene aktiv. Ab 1996 arbeitete er an einem Softwarewerkzeug namens httpget, um automatisiert Daten aus dem World Wide Web abrufen zu können, welches den Grundstein für das später unter MIT License stehende cURL bilden sollte. Von 2013 bis 2018 arbeitete er für Mozilla. Februar 2019 stieg er bei wolfSSL ein, um kommerziell Supportdienstleistungen für cURL anzubieten und um hauptberuflich an cURL selbst arbeiten zu können. Er engagiert sich in der IETF, und dort unter anderem speziell an den Arbeitsgruppen zu HTTP/2 und QUIC; er hat zu einer Vielzahl an RFCs beigetragen.

## Auszeichnungen
- 2009: Nordic Free Software Award[7]
- 2011: Google Open Source Peer Bonus award[8]
- 2016: Zweitplatzierung „Schwedens Beste Entwickler“[9]
- 2017: Polhem-Preis[10]
- 2020: Google Open Source Peer Bonus award[11]
- 2021: Ernennung zum Github Star[12]
- 2023: Google Open Source Peer Bonus award[13]

## Trivia
Stenberg war zum Thema „AI slop attacks on the curl project“ Keynote-Sprecher auf der 20. FrOSCon am 16. August 2025.